# Brian Gee
Brian J. Gee (Liverpool, 18 maart, 1958) is een golfprofessional van Britse komaf. Sinds 1977 speelt hij in Nederland en sinds 1998 heeft hij ook de Nederlandse nationaliteit.

## Golfcarrière
Hij begon in 1977 bij de Amsterdamse Golf Club, later verhuisde hij naar Zeeland en ging hij spelen bij de Domburgsche Golf Club. Daarna gaf hij sinds 1986 les op Het Rijk van Nijmegen en sinds 2007 op De Verwaeyde Sandbergen, de Nunspeetse golfvereniging. In 2018 speelde hij bij Golfclub Het Rijk van Nunspeet.
In 1989 sloeg hij tijdens de PGA Kampioenschap op Het Rijk van Nijmegen op hole 16 een rustige ijzer-8 en won een Opel Corsa met zijn hole-in-one. In 1995 sloeg hij zijn 2e hole in one op de 6e hole van de Efteling Masterstoernooi, en won hiermee ook nog eens een Volvo.
In 2010 mag hij als winnaar van de Van Lanschot Senior Cup meedoen aan het Van Lanschot Senior Open op de Koninklijke Haagsche Golf & Country Club.

### Gewonnen

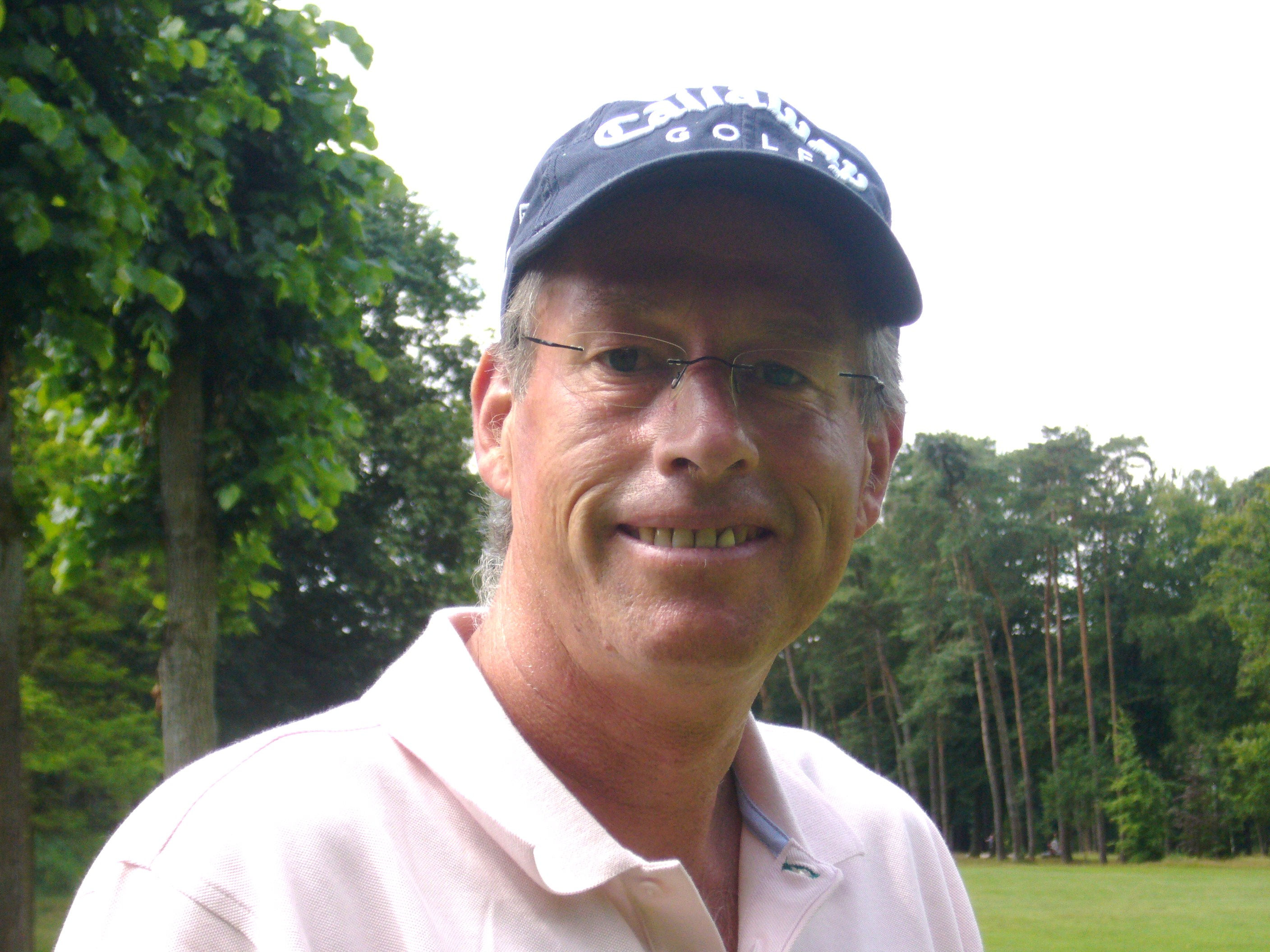
Op de Dommel, 2009

- 1990: International Team Matchplay
- 1992: Nederlandse Order of Merit, Nationaal Prof kampioenschap.
- 1994: NK Matchplay op Geijsteren [3]
- 1996: NK Matchplay op Geijsteren[3]
- 1997: Nationaal Open op de Hoenshuis Golfclub[4]
- 2000: NK Matchplay op Geijsteren[3]
- 2001: NK Matchplay op Geijsteren[3]
- 2008: Van Lanschot Senior Cup, Nationaal Senior Open op Crayenstein
- 2009: Nationaal Senior Open op Crayenstein
- 2010: Van Lanschot Senior Cup,[2] Nationaal Senior Open op Crayenstein
- 2012: 1e Senior Pro Tour Order of Merit.
- 2013: PGA Holland Senior Cup
- 2014: Nationaal Senior Open op Golfclub De Merwelanden Crayenstein
- 2015: Nationaal Senior Open. Swiss Hickory Championship Days. International Dutch Hickory Open.[5]
- 2016: Senior Pro Tour Order of Merit. Austrian Hickory Open.[6]
- 2017: Nunspeet Hickory Open. Domburg Hickory Open.[5]
- 2018: PGA Holland Senior Cup. Nationaal Senior Open. International Dutch Hickory Open. Geysteren Hickory Open. Nunspeet Hickory Open. Dutch Hickory Society Tour Order of Merit.[1]
- 2019: German Hickory Open.[7]

Senior Pro Tour Order of Merit
- 2021: German Hickory Open.[8] French Hickory Open.
- 2022: German Hickory Open.[5] Senior Pro Tour Order of Merit.
- 2023: Senior Pro Tour Order of Merit (65+ Super Seniors).
- 2024: Senior Pro Tour Order of Merit (65+ Super Seniors). Pro Am de Schoot (67)

### Baanrecords
- Op de Domburgsche Golf Club heeft hij in 1992 het baanrecord verbroken met een score van 62 (-6)
- Op de Zaansche Golf Club heeft hij in 2004 het baanrecord verbroken met een score van 63 (-7).Op de Dommel (B lus) 2010 baanrecord 66(-5)

## Persoonlijk
Gee is getrouwd met een Nederlandse en heeft twee kinderen.

## Wetenswaardigheden
- Robert-Jan Derksen was een van zijn leerlingen.
- Brian Gee heeft cd-rom uitgebracht met "Golf Instructies", waarin hij les geeft aan Jur Raatjes.